# Dent (時計)
Dentはエドワード・ジョン・デントが1814年に創業したイギリスの時計メーカーである。
著名な業績としてビッグ・ベンの時計を作成している。

## 概要
エドワード・ジョン・デント（1790-1853）が従兄弟のリチャード・リッポンから時計製造を学び1814年に自分の会社を設立した。デントは正確なクロノメーターの製造者として名声を得た。デントのクロノメーターのひとつは、1829年のグリニッジ・トライアルでファースト・プレミアム賞を受賞した。英国海軍はデントのクロノメーターを装備した。
デントのクロノメーターは、19世紀の著名な探検家たちに愛用された。ロバート・フィッツロイは、1831年にデントのクロノメーターNo. 633はビーグル号に搭載され、チャールズ・ダーウィンが進化論の名著である『種の起源』の元になる航海に使われた。
その20年後、デイヴィッド・リビングストンがアフリカ探検のためにデント・クロノメーターNo. 1800を購入した。そして1890年、探検家ヘンリー・モートン・スタンレーは、デントに「私の最後の探検でアフリカを横断した際、貴社から提供されたクロノメーターは、私にとって非常に大きな助けとなり、あらゆる面で満足のいく信頼できるものだった」と手紙を送っている。1853年にエドワード・ジョン・デントが亡くなると会社は息子のフレデリック・デントが継承した。

## 商標
デントの時計には時代によって以下のような商標が付けられていた。デントの三角形商標は1876年まで商標登録されていなかった。
| 1826-30     | E.J. Dent                                                           |
| 1830-40     | Arnold & Dent                                                       |
| 1840-53     | Edward J. Dent                                                      |
| 1853-61     | Frederick Dent                                                      |
| 1853 – 1920 | Richard Edward Dent, and M.F. Dent (1920年にE. Dent & Co Ltdに吸収) |
| 1861-64     | Dent & Co                                                           |
| 1864-97     | E. Dent & Co                                                        |
| 1897- today | E. Dent & Co. Ltd                                                   |

KENDAL & DENT LONDONは1881年にジェームズ・フランシス・ケンダルとジョン・ギルダー・デントがロンドンのチープサイド106に興した会社でエドワード・ジョン・デントと関係があるかのように騙っていた無関係な会社で1919年に倒産している。ジョン・ギルダー・デントはエドワード・ジョン・デントとは無関係な他人である。

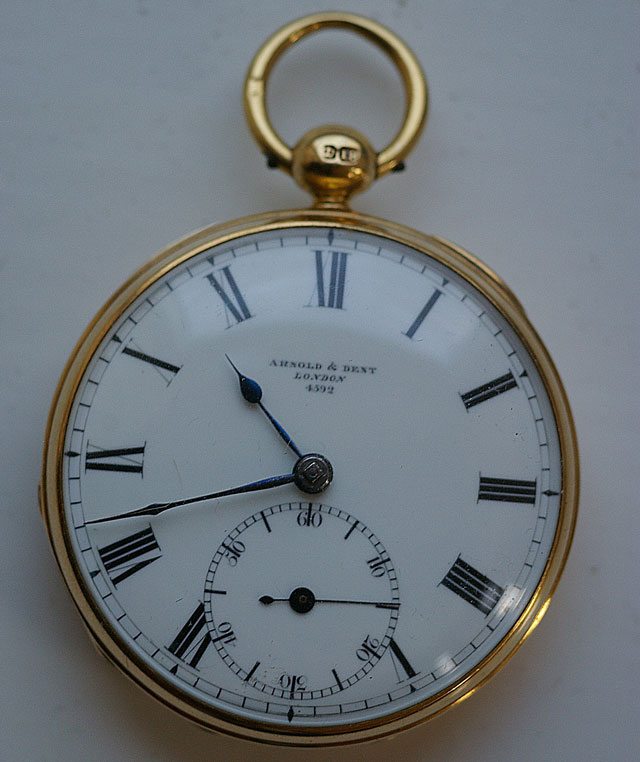
Arnold and Dent of Londonの懐中時計1835年
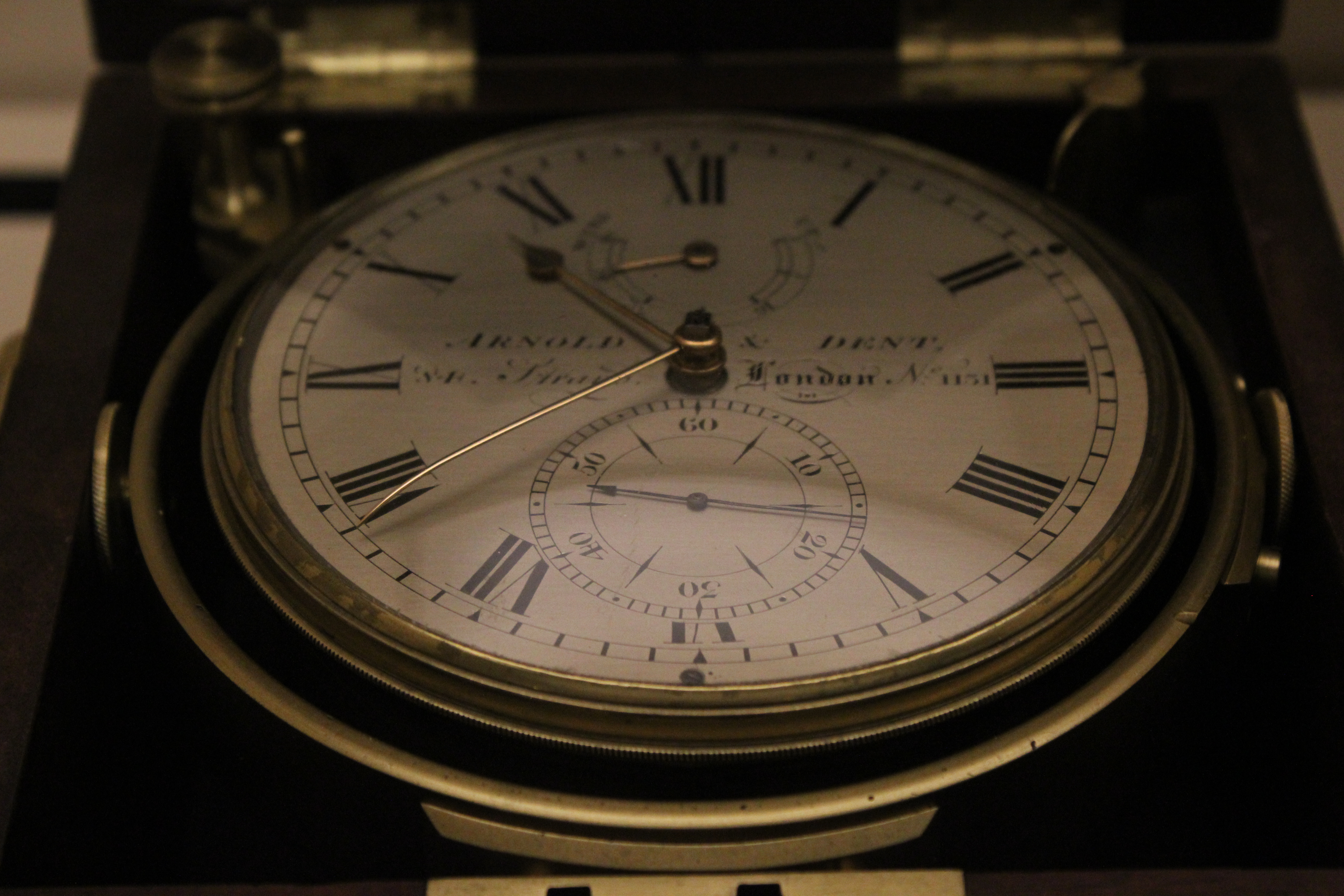
マリンクロノメーター、シリアルナンバー1131

## 王室御用達
デントは1841年にヴィクトリア女王とアルバート・プリンス・オブ・ウェールズが使う時計を作り英国王室御用達の認定を受けた。英国王室御用達の認定はジョージ5世の治世まで続いた。
ロシア皇帝アレクサンドル3世とニコライ 2 世も愛用した。
1900年に日本の明治天皇から皇室御用達を与えられている。
1904年にペルシャのシャーから王室御用達を与えられている。

## リファレンス
1. ↑  “DENT”. 有限会社　レ・ザルティザン. 2023年11月5日閲覧。
2. ↑  Mercer, Vaudrey (1977). The Life and Letters of Edward John Dent, Chronometer Maker and some account of his Successors, p.540, The Antiquarian Horological Society. ISBN 0-901180-16-5.